# Leona Lewis
Leona Luise Lewis je britanska pevka in tekstopiska, * 3. april 1985, London.

## Zgodnje življenje
Lewisova je bila rojena v Islingtonu, predelu Londona, 3. aprila 1985. Njena starša Aural Josiah »Joe« Lewis in Maria Lewis sta po poklicu delavec z mladino in socialna delavka.
Pri dvanajstih letih je Leona napisala svojo prvo pesem.

## Glasbena kariera

### 2007-2008
Februarja 2007 je Leona podpisala 5 pogodb v vrednosti 9,7 milijona dolarjev.
25. aprila 2007 so javnosti razkrili, da pri njenem prvem albumu Spirit sodelujeta tudi Simon Cowell in Clive Davis. Album se je v prodaji pojavil na Irskem, dne 9. novembra 2007. Izdan je bil tudi po nekod drugod, na primer v Švici, Avstraliji, Avstriji, Nemčiji, Novi Zelandiji in Južni Afriki. Njen album velja za četrti najhitreje prodajan albumov vseh časov.
Njena pesem Bleeding Love je bila najuspešnejša izmed vseh v albumu, saj jo je v samo pol ure na svoj računalnik naložilo pribljižno 5 milijonov oseb.
6. novembra 2007 je dobila nagrado Newcomer of the Year.

### 2009 - danes
Leonin drugi album naj bi izšel novembra 2009. V njem naj bi pela skupaj z  Ryanom Tedderom, Justinom Timberlakejem and Timbalandom. Za tega Lewisova pričakuje približno 15 milijonov dolarjev, v letu 2010 pa načrtuje svetovno turnejo.

## Osebno življenje
Lewisova trenutno s svojim fantom (ki ga pozna že od desetega leta) živi v Hackneyju.

## Diskografija
- 2007: Spirit
- 2009: Echo

## Nagrade in nominacije
| Predhodnik: Shayne Ward | Zmagovalka X Factorja 2006 | Naslednik: Leon Jackson |